# Conscience (roman)
Pour les articles homonymes, voir Conscience (homonymie).
Conscience est un roman d'Hector Malot publié en 1888.

## Résumé
À la fin du XIXe siècle, le médecin Victor Saniel doit 3 000 F à son tapissier. L'usurier Caffié ne peut lui prêter de l'argent. La maîtresse de Saniel, Philis, vient diner avec lui, mais il n'a que du pain. Il lui avoue ses problèmes. Saniel tue Caffié de façon préméditée, en théorisant son acte avant de le commettre, et le tue avec brutalité, pour éloigner les soupçons, et lui dérobe 35 000 F. Florentin, le frère cadet de Philis et ancien clerc de Caffié, est arrêté car il s'était rendu chez ce dernier juste avant sa mort. Saniel se rase les cheveux et la barbe pour ne pas être reconnu par une femme qui habite en face de la maison de Caffié et qui l'a vu fermer les rideaux avant qu’il ne commette son meurtre.  Florentin est condamné à 20 ans de travaux forcés et déporté au bagne en Nouvelle Calédonie. Saniel épouse Philis. Mais il parle pendant son sommeil et elle le quitte sans rien dire.

## Analyse
Conscience forme un diptyque romanesque avec Justice, publié l'année suivante en 1889, qui met de nouveau en scène Victor Saniel : les deux romans mettent en scène ce médecin, confronté au crime et à ses conséquences juridiques et morales ; dans Justice, Saniel est accusé de deux meurtres qu'il n'a pas commis ; il se suicide pendant son procès quand il comprend qu'il va être condamné à mort.

## Éditions
- Conscience, Paris, Georges Charpentier, 1888, 421 p. (lire en ligne).
- Conscience, Paris, Ernest Flammarion, 1895, 431 p..
- Conscience, Paris, Édouard Dentu, 1897, 483 p..